# 832 Карін
832 Карін (832 Karin) — астероїд головного поясу, відкритий 20 вересня 1916 року.
Тіссеранів параметр щодо Юпітера — 3,295.